# Aristolochia teretiflora
Aristolochia teretiflora Pfeifer – gatunek rośliny z rodziny kokornakowatych (Aristolochiaceae Juss.). Występuje endemicznie w południowej części Meksyku.

## Morfologia
PokrójBylina pnąca.
LiścieMają owalny lub grotowaty kształt. Mają 1–4 cm długości oraz 1,5–3 cm szerokości. Nasada liścia ma sercowaty kształt. Całobrzegie, z tępym lub ostrym wierzchołkiem. Ogonek liściowy jest owłosiony i ma długość 3–6 mm.
KwiatyPojedyncze. Mają purpurową barwę i 30–60 mm długości. Mają kształt tubki. Mają po 5 pręcików.
OwoceTorebki o podłużnie cylindrycznym kształcie. Mają 7 mm długości.